# 圣康坦拉图尔
圣康坦拉图尔（法語：Saint-Quentin-la-Tour，法語發音：[sɛ̃ kɑ̃tɛ̃ la tuʁ]）是法国阿列日省的一个市镇，属于帕米耶区。

## 地理
圣康坦拉图尔（43°1'59"N, 1°53'57"E）面积9.02 平方千米，位于法国奧克西塔尼大區阿列日省，该省份为法国西南部内陆省份，西部和北部与上加龙省接壤，东临奥德省，东南至东比利牛斯省接壤，南与安道尔和西班牙接壤。
与圣康坦拉图尔接壤的市镇（或旧市镇、城区）包括：布西尼亚克堡、贝洛克、卡蒙、拉加尔德、阿列日省特鲁瓦。

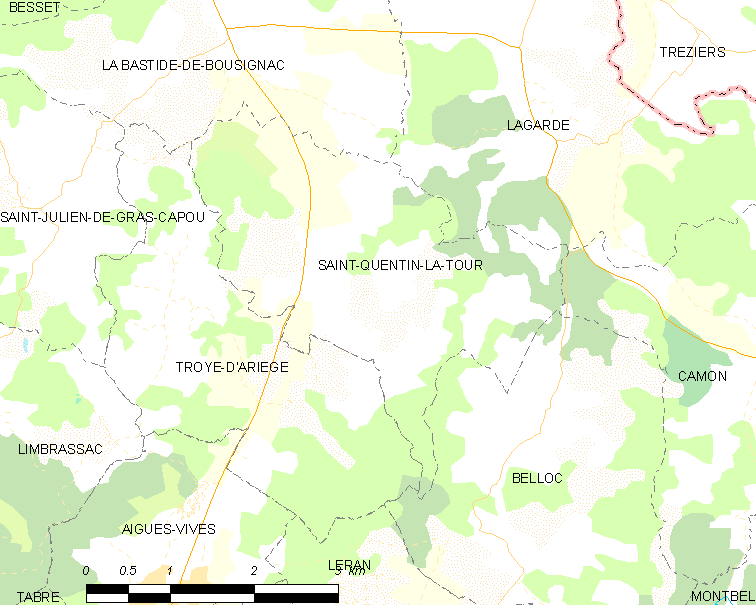
圣康坦拉图尔的OSM定位图

圣康坦拉图尔的时区为UTC+01:00、UTC+02:00（夏令时）。

## 行政
圣康坦拉图尔的邮政编码为09500，INSEE市镇编码为09274。

## 政治
圣康坦拉图尔所属的省级选区为米尔普瓦县。

## 人口

1962-2008年间圣康坦拉图尔人口变化图示

圣康坦拉图尔于2022年1月1日时的人口数量为320人。